# Estibeaux
Estibeaux (okzitanisch: Estivaus) ist eine französische Gemeinde mit 697 Einwohnern (Stand: 1. Januar 2022) im Département Landes in der Region Nouvelle-Aquitaine. Sie gehört zum Arrondissement Dax und ist Teil des Kantons Orthe et Arrigans. Die Einwohner werden Estibeaussais genannt.

## Geografie
Estibeaux liegt etwa 16 Kilometer südöstlich von Dax. Umgeben wird Estibeaux von den Nachbargemeinden Mimbaste im Norden und Nordwesten, Clermont im Norden, Pomarez im Osten, Mouscardès im Süden und Osten, Habas im Süden und Südwesten, Misson im Westen und Südwesten sowie Pouillon im Westen.

## Bevölkerungsentwicklung
| Jahr                       | 1962 | 1968 | 1975 | 1982 | 1990 | 1999 | 2006 | 2017 |
| Einwohner                  | 553  | 524  | 456  | 479  | 503  | 502  | 550  | 699  |
| Quellen: Cassini und INSEE |      |      |      |      |      |      |      |      |

## Sehenswürdigkeiten
- Kirche Saint-Jacques-le-Majeur (auch: Kirche Saint-Martin), im 19. Jahrhundert erbaut

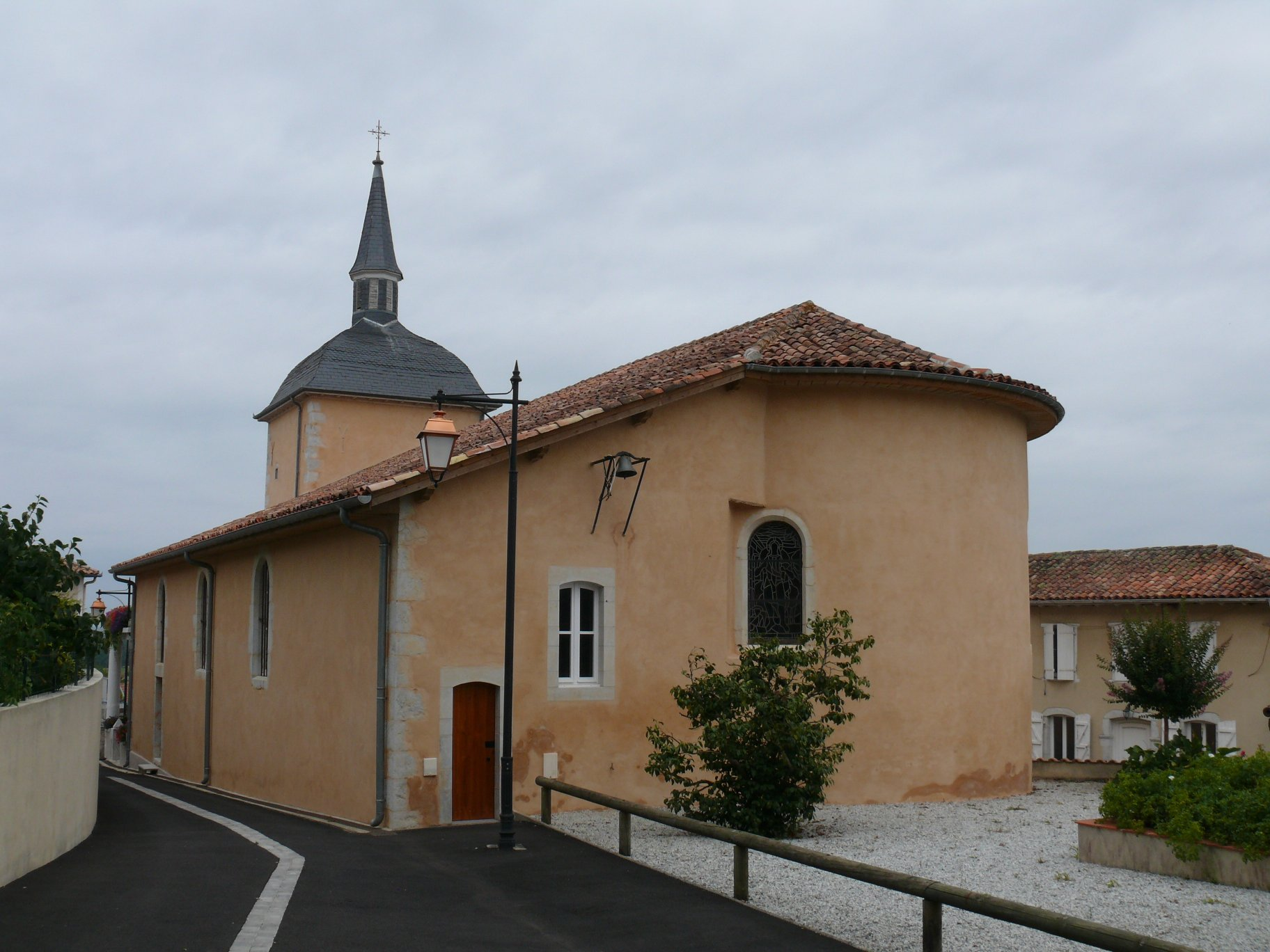
Kirche Saint-Jacques-le-Majeur

- Schloss Charles
- Wallburg